# Leptocnemis cyanops
Leptocnemis cyanops – gatunek ważki z rodziny łątkowatych (Coenagrionidae); jedyny przedstawiciel rodzaju Leptocnemis. Wcześniej był zaliczany do pióronogowatych (Platycnemididae). Jest endemitem Seszeli.